# Programa espacial britànic
El Programa espacial britànic és un pla del govern del Regne Unit per desenvolupar les capacitats espacials britàniques. L'objectiu del programa civil actual és "guanyar un creixement econòmic sostenible, assegurar els nous coneixements científics i proporcionar beneficis per a tots els ciutadans".
El Programa espacial britànic sempre s'ha centrat en la investigació espacial no tripulada i en les iniciatives comercials. Els objectius de la política governamental mai han estat la creació d'un cos d'astronautes britànics ni l'arribada d'un britànic a la Lluna. El govern britànic tampoc no aporta fons per a l'Estació Espacial Internacional. Recentment hi ha hagut indicis sobre un canvi de la posició del govern britànic sobre l'exploració espacial tripulada. També ha començat a donar suport a un concepte d'avió espacial anomenat Skylon com a sistema SSTO.
El primer programa espacial britànic oficial va començar l'any 1959 amb els satèl·lits britànics Ariel, construïts als Estats Units i al Regne Unit i es va iniciar l'ús de coets americans. El primer satèl·lit britànic va ser llançat l'any 1962 amb el nom d'"Ariel 1".
Durant els anys 1960 i 1970 es van fer molts esforços per desenvolupar la capacitat de llançament dels satèl·lits britànics. Un coet britànic anomenat Black Arrow va aconseguir col·locar el satèl·lit britànic Prospero, en òrbita des d'un lloc de llançament a Austràlia. Prospero és l'únic satèl·lit britànic posat en òrbita amb un vehicle britànic.
El British Nacional Space Centre (Centre Nacional Britànic de l'Espai) va ser creat el 1985 per coordinar les agències del govern britànic i altres organismes interessats en la promoció de la participació britànica en el mercat internacional de llançaments de satèl·lits, construcció de satèl·lits i altres projectes espacials.
L'any 2011 moltes fonts independents de finançament relacionades amb l'espai van combinar-se i es va substituir el Centre per l'Agència Espacial del Regne Unit.

## Origen del programa espacial
L'interès científic pels viatges espacials existia al Regne Unit abans de la Segona Guerra Mundial, especialment entre els integrants de la Societat Interplanetària Britànica (fundada el 1933). Un dels membres més destacats d'aquesta societat fou Sir Arthur C. Clarke, autor del satèl·lit de telecomunicacions geoestacionari, que es va unir al BIS després de la Segona Guerra Mundial.
De la mateixa manera que la resta de països, després de la guerra, l'interès del govern britànic per l'espai era principalment militar. Els primers programes reflecteixen aquest interès. De la mateixa manera que amb la resta de nacions, la major part del coneixement de coets es va obtenir de científics alemanys capturats que van ser persuadits a treballar pels britànics. Els britànics van realitzar les primeres proves de la postguerra amb els coets V-2 capturats a l'Operació Backfire, menys de sis mesos després del final de la guerra a Europa.
El treball inicial es va realitzar amb petits míssils aire-superfície com ara Blue Steel abans d'avançar cap a major llançaments de coets capaços d'òrbita.

## Programes de satèl·lits britànics 1959-present

### Primers programes de satèl·lits
El programa Ariel desenvolupa sis satèl·lits des de 1962 fins a 1979, tots els quals llançats per la NASA.
L'any 1971, l'últim Black Arrow (R3) va llançar Prospero X-3, l'únic satèl·lit britànic llançat amb un coet britànic. El contacte amb Prospero va finalitzar l'any 1996.

### Programes de satèl·lits militars
Skynet és un programa purament militar, format per una família de satèl·lits en nom del Ministeri de Defensa del Regne Unit.
Skynet proporciona serveis de comunicació estratègica per a les tres branques de les Forces Armades Britàniques i les forces de l'OTAN dedicades a tasques de coalició. El primer satèl·lit va ser llançat l'any 1969 i el més recent l'any 2008.
Skynet és el major projecte espacial del Regne Unit, encara que com a iniciativa militar no forma part del programa espacial civil.

### Programes de satèl·lits d'intel·ligència
Zircon era el criptònim d'un satèl·lit de senyals d'intel·ligència britànic, destinat a ser llançat l'any 1988, abans de ser cancel·lat. Durant la Guerra Freda, el Government Communications Headquarters (Seu de Comunicacions del Govern) britànic era molt dependent de l'Agència de Seguretat Nacional dels Estats Units (NSA) per a la intercepció de comunicacions des de l'espai. El GCHQ va decidir dissenyar i construir un satèl·lit de senyals d'intel·ligència britànic, anomenat Zircon, un codi-nom derivat de silicat de zirconi, un substitut del diamant.
La funció de Zircon consistia en la intercepció de senyals de ràdio i altres procedents de la Unió Soviètica, Europa i altres zones. El satèl·lit s'anava a construir a Marconi Space and Defence Sistems a l'aeroport de Portsmouth, en què un nou edifici d'alta seguretat s'havia construït.
Havia de ser llançat en un transbordador de la NASA amb el pretext de Skynet IV. El llançament de la llançadora li hagués donat dret a British Nacional a volar com a especialista de missió i un grup de pilots militars es van presentar a la premsa com a candidats a "primer home britànic a l'espai".
Zircon va ser cancel·lat pel Ministre d'Hisenda del Regne Unit Nigel Lawson a causa del seu elevat cost l'any 1987. L'escàndol subsegüent sobre la veritable naturalesa del projecte va ser conegut com a "Assumpte Zircon".